# Laura del Sol
Laura Escofet Arce, coneguda com Laura del Sol, (27 de novembre de Barcelona, 1961) és una actriu catalana. Va estudiar flamenc i dansa espanyola a Bilbao per després traslladar-se a Madrid. Es va casar amb Antoine Perset, amb el qual viu a París: els dos són els pares de l'actor francès Ymanol Perset.
Laura Del Sol és recordada a Itàlia per haver interpretat el rol de Rosaria, germana del cap mafiós a la pel·lícula El camorrista (inspirada, al seu torn, en la figura de Rosetta Cutolo, germana del cap Raffaele).

## Filmografia
Les seves pel·lícules més destacades són:
Llargmetratges
- 1983: Carmen, de Carlos Saura: Carmen
- 1984: Las bicicletas son para el verano, de Jaime Chavarri: Bailarina
- 1984: The Hit, de Stephen Frears: Maggie
- 1984: Los zancos, de Carlos Saura: Teresa
- 1985: La Double Vie, de Mattia Pascal (Le due vite di Mattia Pascal) de Mario Monicelli: Romilda Pescatore
- 1986: El amor brujo, de Carlos Saura: Lucía
- 1986: Le Maître de la camorra (Il camorrista), de Giuseppe Tornatore: Rosaria
- 1986: El viaje a ninguna parte, de Fernando Fernan Gomez: Juanita Plaza
- 1987: El gran Serafín, de José María Ulloque: Blanchette
- 1988: Daniya, el jardí de l'harem, de Carles Mira: Laila
- 1989: Disamistade, de Gianfranco Cabiddu
- 1990: L'Aventure extraordinaire d'un papa peu ordinaire, de Philippe Clair: Laura
- 1990: Killing Dad (or How to Love Your Mother), de Michael Austin: Luisa
- 1991: Amelia Lópes O'Neill, de Valeria Sarmiento: Amelia Lópes O'Neil
- 1991: El rey pasmado, d'Imanol Uribe: Marfisa
- 1992: La Nuit de l'océan, d'Antoine Perset: María
- 1993: Tombés du ciel de Philippe Lioret: Ángela
- 1994: Santera, de Solveig Hoogesteijn: Paula
- 1994: Três Irmãos, de Teresa Villaverde: Teresa
- 1994: The Crew, de Carl Colpaert: Camilla Márquez
- 1995: À propos de Nice, la suite, de Raoul Ruiz
- 1996: Gran Slalom, de Jaime Chávarri: Vicky
- 1997: Il figlio di Bakunin, de Gian Franco Cabiddu: Donna Margherita
- 1999: Not registered: Rosa
- 1999: Furia, d'Alexandre Aja: Olga
- 1999: Tatiana, la muñeca rusa, de Santiago San Miguel: Pat
- 1999: Tôt ou tard, de Anne-Marie Etienne: Consuelo
- 2002: Sotto gli occhi di tutti, de Nello Correale: Rosa

Telefilms
- 1991: Per odio per amore, de Nelo Risi
- 1992: Les Noces de Lolita, de Philippe Setbon
- 1997: Laura, de Bruno de Keyzer
- 2007: Les Vacances de Clémence, de Michel Andrieu

Sèries televisives
- 2012: RIS Police scientifique, de Stéphane Kaminka: Eva Casas
- 2011: RIS police scientifique - EP. 77 L'ombre de la muse, real Julien Zidi
- 2007: L'hôpital - Saison 1, de Laurent Lévy TF1
- 2004: Le Camarguais - ep. Jean Jean, real: William Gotesman France 3
- 2004: Le Camarguais - ep. Un nouveau départ, real: Olivier Langlois France 3
- 2004: Alex Santana, négociateur - ep. 6 Accident, real: René Manzor TF1
- 2004: Le Camarguais - ep. Un Noël pas comme les autres (n° 9), real: Olivier Langlois France 3
- 2003: Le Camarguais - ep. Direction assistée / Entre deux feux, real: Olivier Langlois France 3
- 2003: Le Camarguais - ep. La rave, real: William Gotesman France 3
- 2002: Le Camarguais - ep. Le taureau par les cornes - ep. PADDY, real: Patrick Volson France 3
- 2001: Sami France 3
- 2000: Le boiteux 2 France 3
- 1999: Le boiteux France 3
- 1991: Il Ricatto 2 France 3
- 1986: Vísperas France 3

Teatre
- 1997 Li mille i una notte: Maurici Scaparro
- 1992 La Peterena: Emilio Hernández